# Katherine Philips

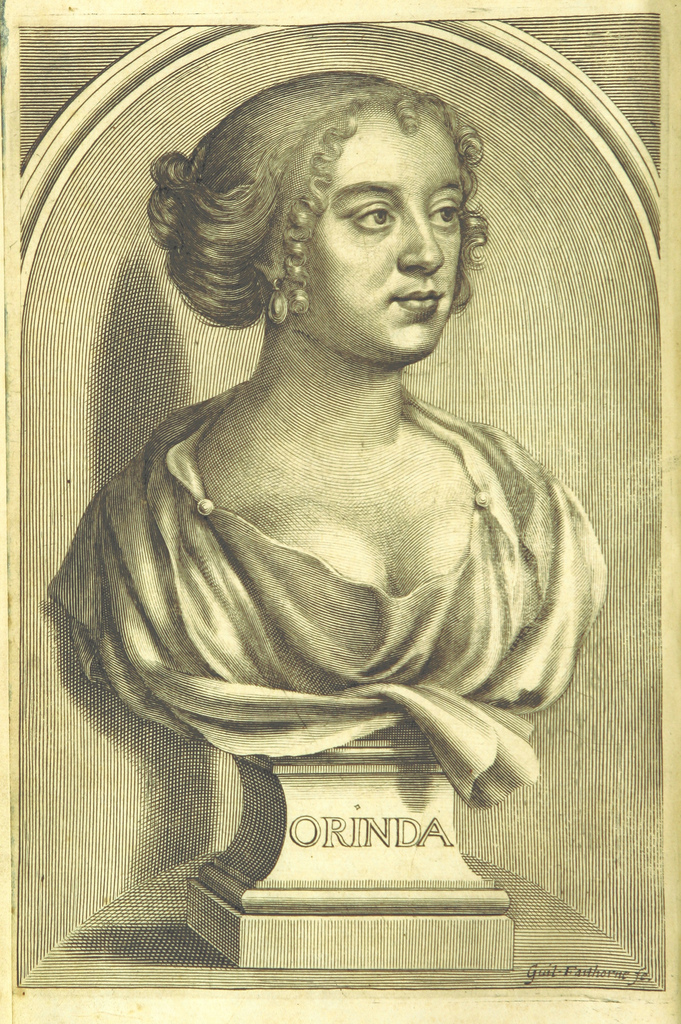
Katherine Philips

Katherine Philips (Londen, 1 januari 1632 – 22 juni 1664), was een Engels dichteres.
Zij werd geboren als Katherine Fowler, dochter van de Londense koopman John Fowler. Zij liet na verloop van tijd haar presbyteriaanse en puriteinse opvoeding achter zich en werd een aanhanger van de royalisten. Op 16-jarige leeftijd trouwde zij met de Welshe parlementariër James Philips uit Cardigan, die toen 44 jaar oud was.
Zij vormde in haar huis een literaire kring, waarvan de leden elkaar aanduidden met 'pastorale' namen, waarbij zij zelf de naam 'Orinda' gebruikte, die zij ook als pseudoniem aannam en werd vermeld op het in 1705 postuum verschenen Letters of Orinda to Poliarchus . Poliarchus was de aanduiding voor Sir Charles Cotterell, die na het herstel van het koningschap ceremoniemeester zou worden aan het hof. Ook Henry Vaughan en Abraham Cowley behoorden tot de vriendengroep.
Tijdens haar leven verschenen slechts twee van haar werken in druk. Een daarvan was haar vertaling van Pierre Corneilles toneelstuk La Mort de Pompée, dat zij voltooide tijdens een verblijf in Ierland en dat in 1663 met veel succes werd opgevoerd. In datzelfde jaar werd het stuk gepubliceerd in Dublin en Londen. Het tweede was de ongeautoriseerde uitgave van Poems by the Incomparable Mrs. K.P. uit 1664. Deze uitgave werd al na enige dagen teruggetrokken omdat zij niet tevreden was over de uitvoering. Cotterell verzorgde een nieuwe editie van de bundel in 1667.
Kort na haar terugkeer in Engeland in 1664 overleed zij aan pokken.